# Rißtal
Het Rißtal is een bergdal in het Karwendelgebergte dat vanaf het Oostenrijkse Eng in de Tiroler gemeente Vomp in noordwestelijke richting loopt, om bij het Beierse Vorderriß in het Isardal uit te monden. Het dal volgt grotendeels het verloop van de bergrivier Rißbach.
Aan het einde van het Rißtal, rondom Eng, ligt de Große Ahornboden, een hooggebergtedal met vele oude esdoorns. Het dal is een bestemming voor veel dagjestoeristen en fungeert dan als startpunt voor wandeltochten in de Karwendel.